# BR-343

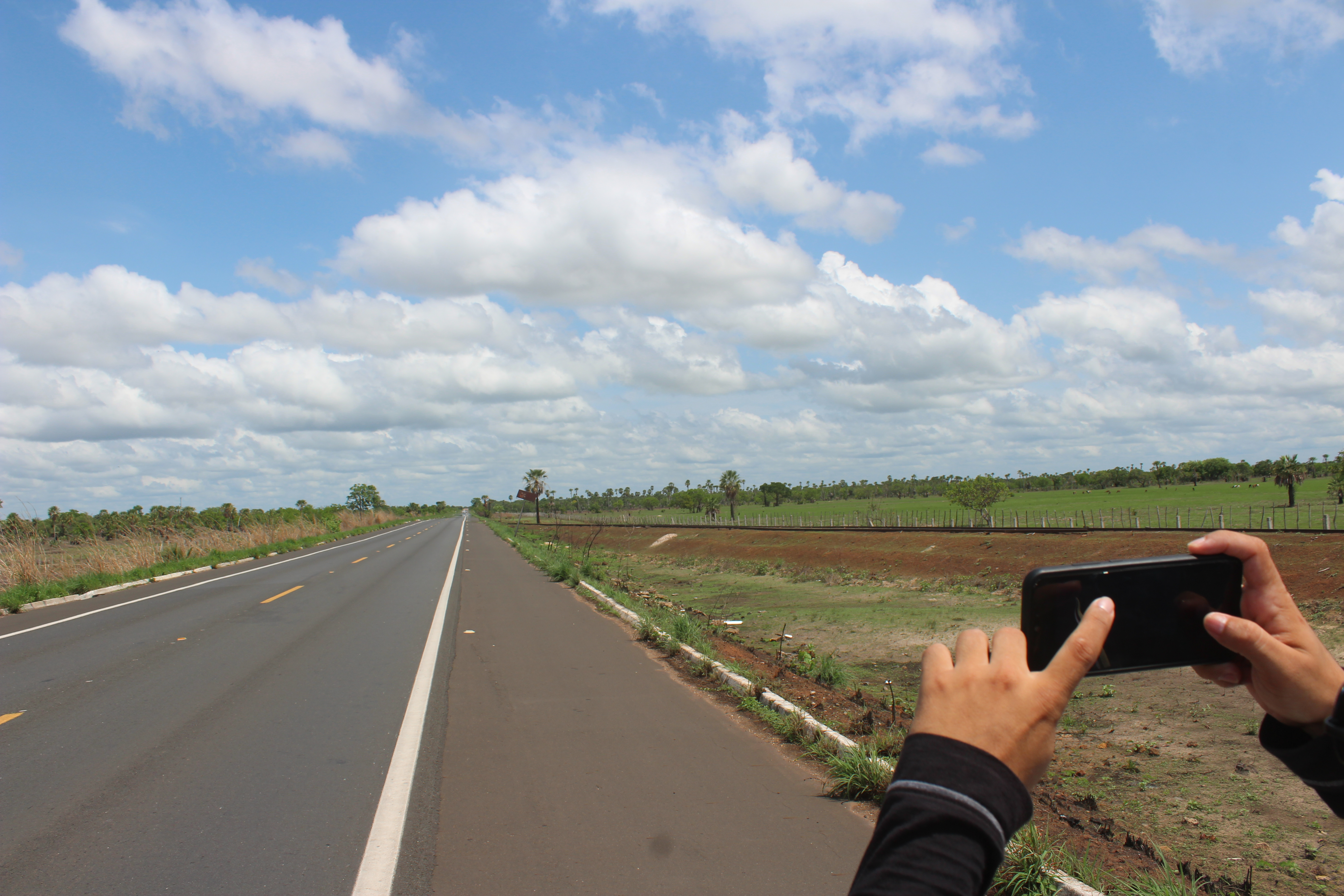
Cruzamento com, a Estrada de Ferro Central do Piauí, entre Campo Maior e Cocal de Telha.

BR 343 é uma rodovia diagonal no estado do Piauí que liga a cidade de Luís Correia a Bertolíniacom uma extensão de 742 km.
É muito importante para o desenvolvimento do estado, pois liga a sua capital ao litoral, além de interligar o Piauí ao Ceará, no entroncamento com a BR-404.

## Cruzamentos ferroviários
Cruza, em vários pontos, com as ferrovias Estrada de Ferro Central do Piauí e com a Ferrovia Teresina-Fortaleza.

## História
Já vem sendo rota de pessoas desde o período colonial, e a partir do Brasil império teve obras de manutenção. No programa governamental de combate a seca de 1932, o trecho de Campo Maior a Piripiri teve obras na estruturação da rodagem pela Inspetoria Federal de Obras Contra as Secas (IFOCS), atual DNOCS. O trecho de Luís Correa a Piripiri teve o asfaltamento inaugurado pelo presidente Garrastazu Médici em 2 de abril de 1973.

## Cidades em que a rodovia passa

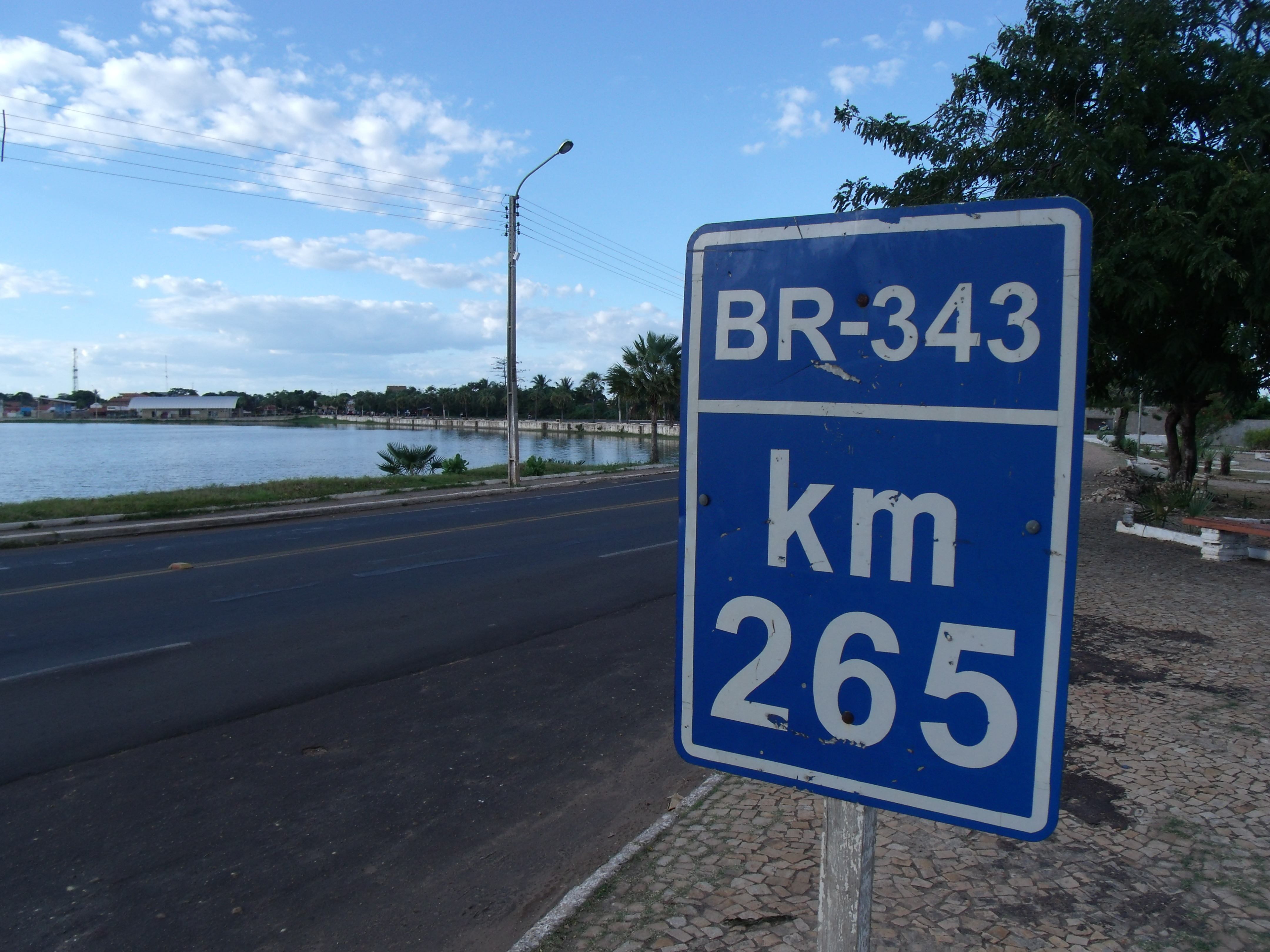
Km 265 em Campo Maior

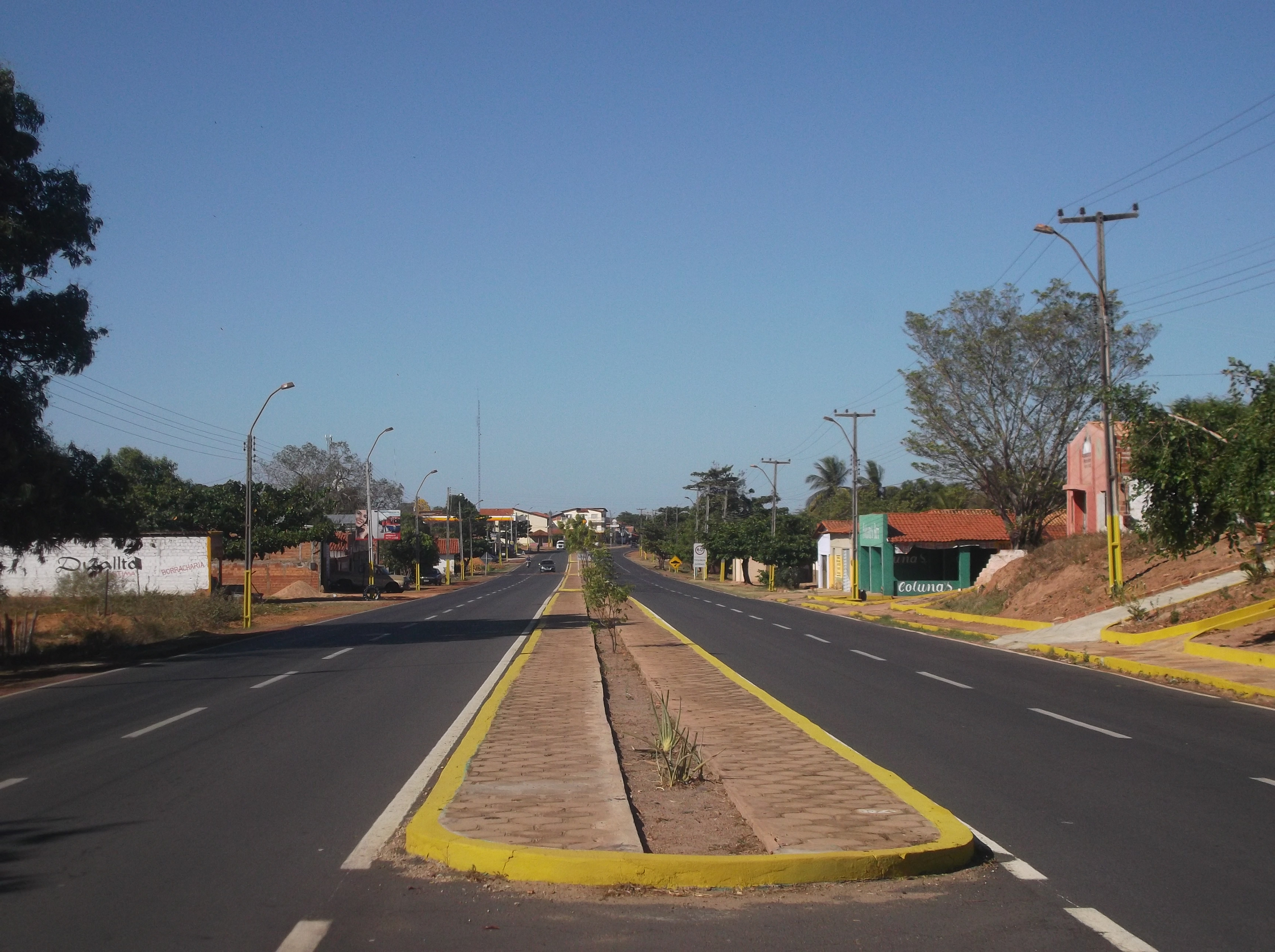
BR-343 em Capitão de Campos.

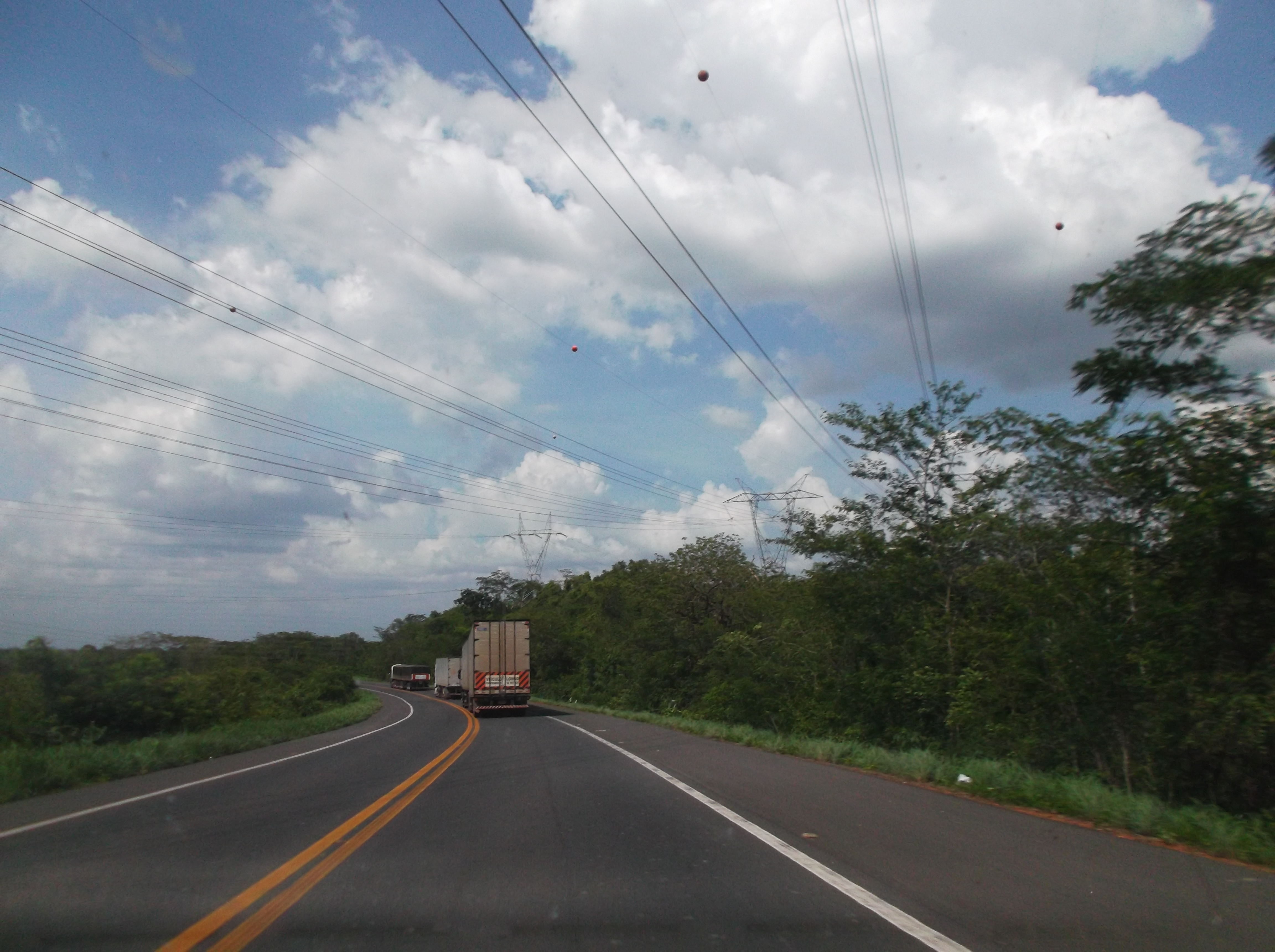
Trecho entre Capitão de Campos e Cocal de Telha.

- Luís Correia[1]
- Parnaíba[1]
- Buriti dos Lopes[1]
- Piracuruca[1]
- Brasileira[1]
- Piripiri[1]
- Cocal de Telha[1]
- Capitão de Campos[1]
- Campo Maior[1]
- Altos[1]
- Teresina[1]
- Demerval Lobão[1]
- Monsenhor Gil[1]
- Água Branca[1]
- Angical do Piauí[1]
- Amarante
- Floriano[1]
- Jerumenha[1]
- Bertolínia[1]

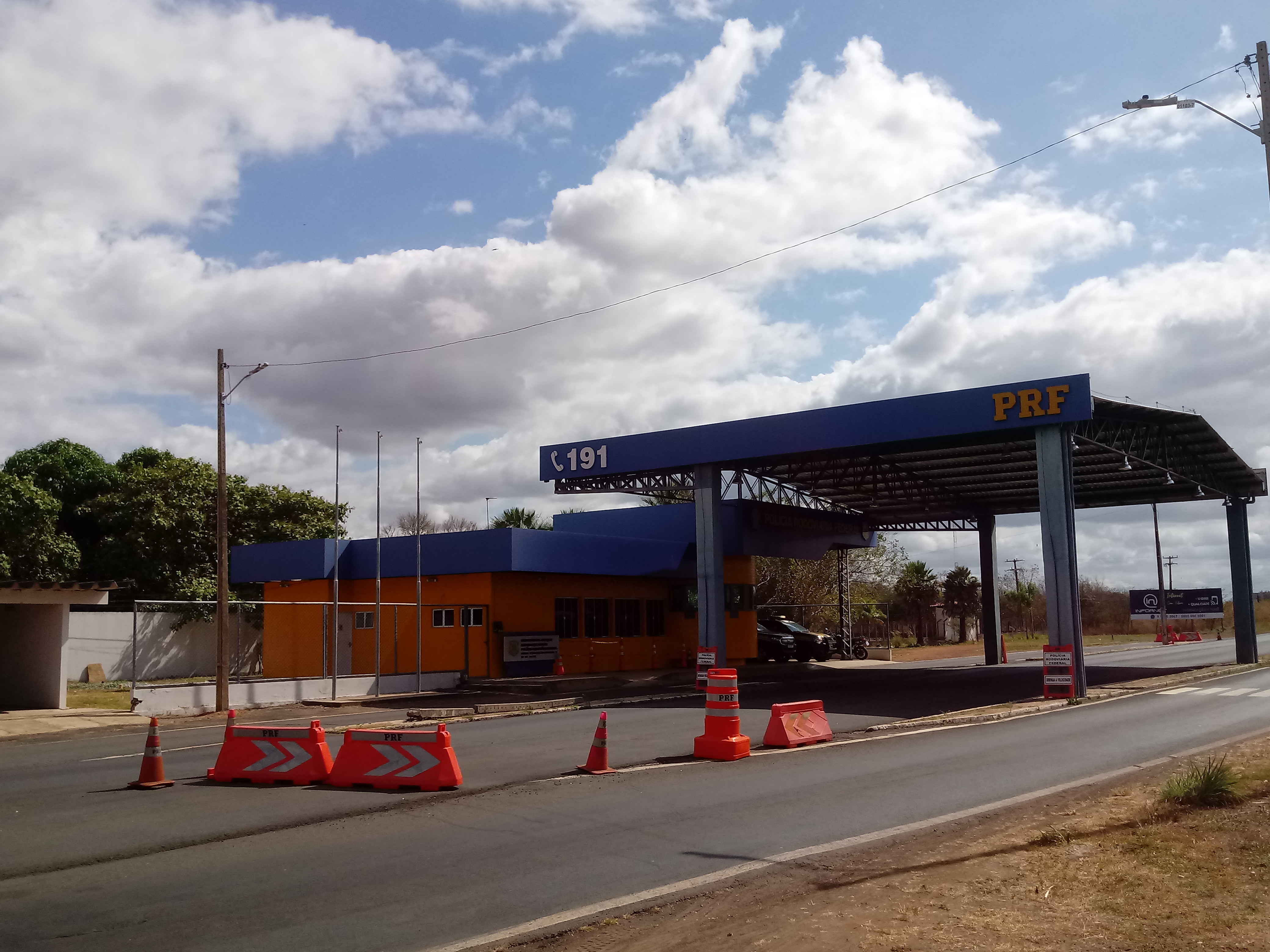
Posto da Polícia Rodoviária Federal, em Campo Maior.
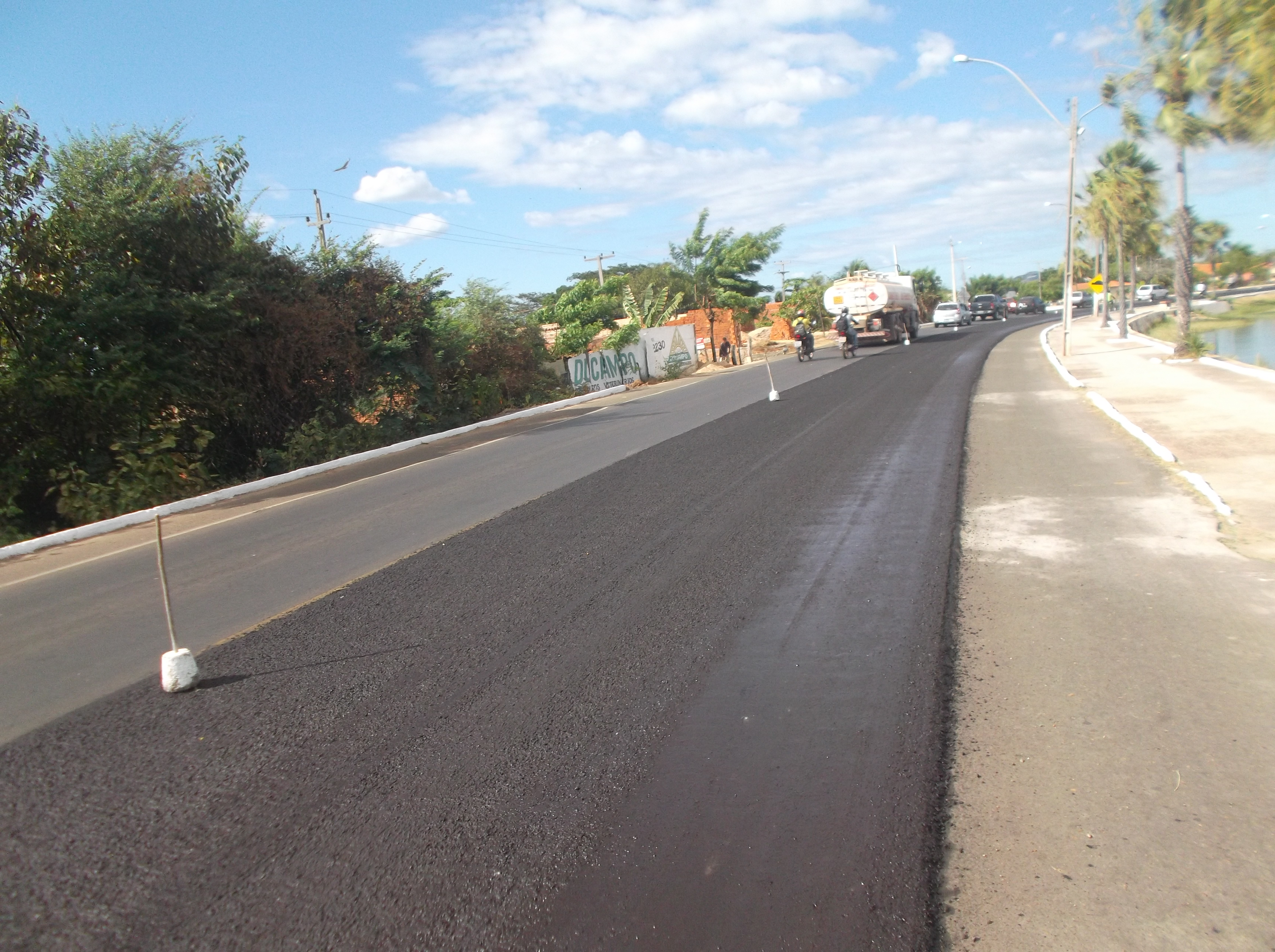
Vista de obras de recapeamento asfáltico em 2014
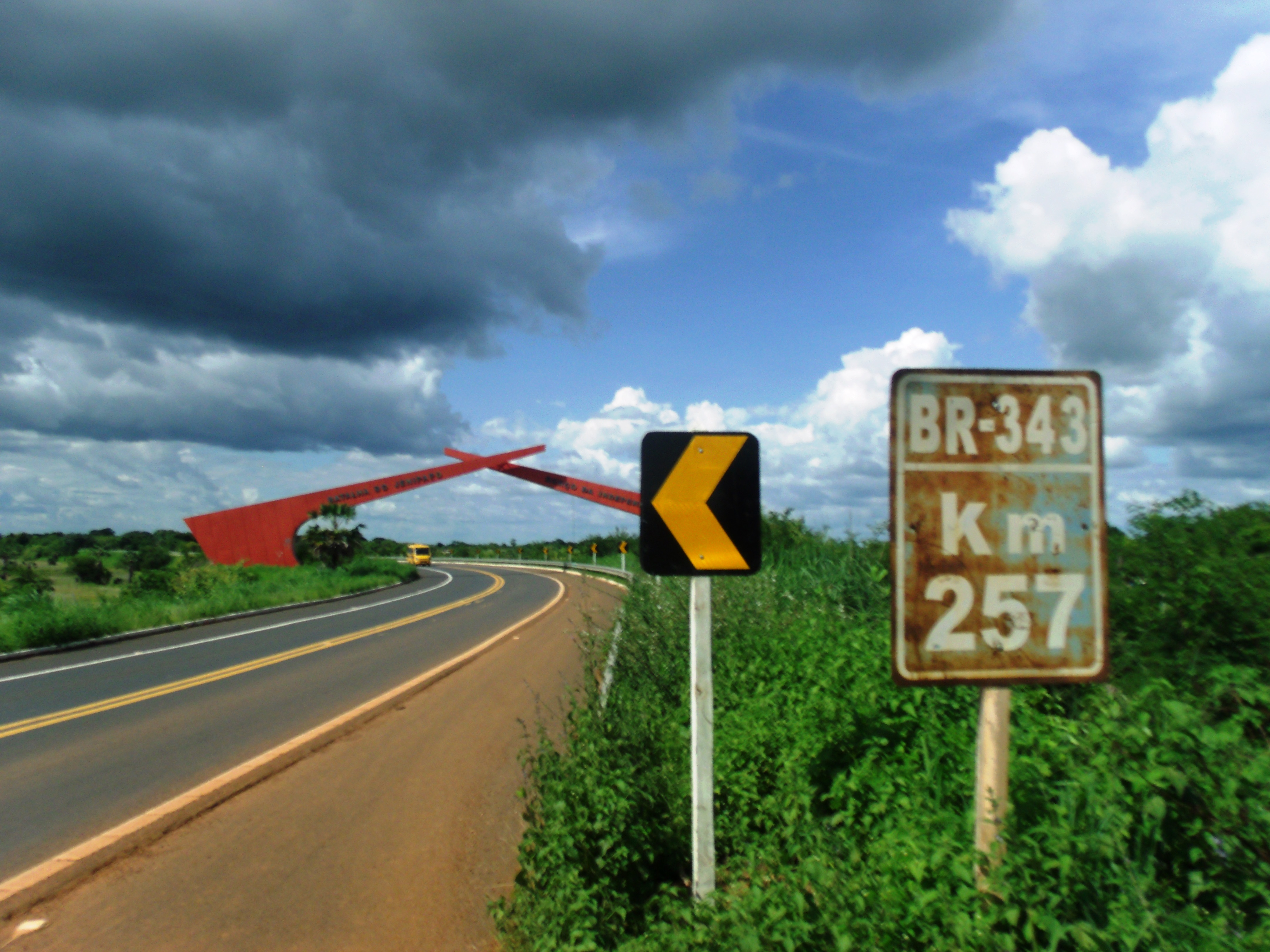
Portal da Batalha do Jenipapo sobre o km 257.
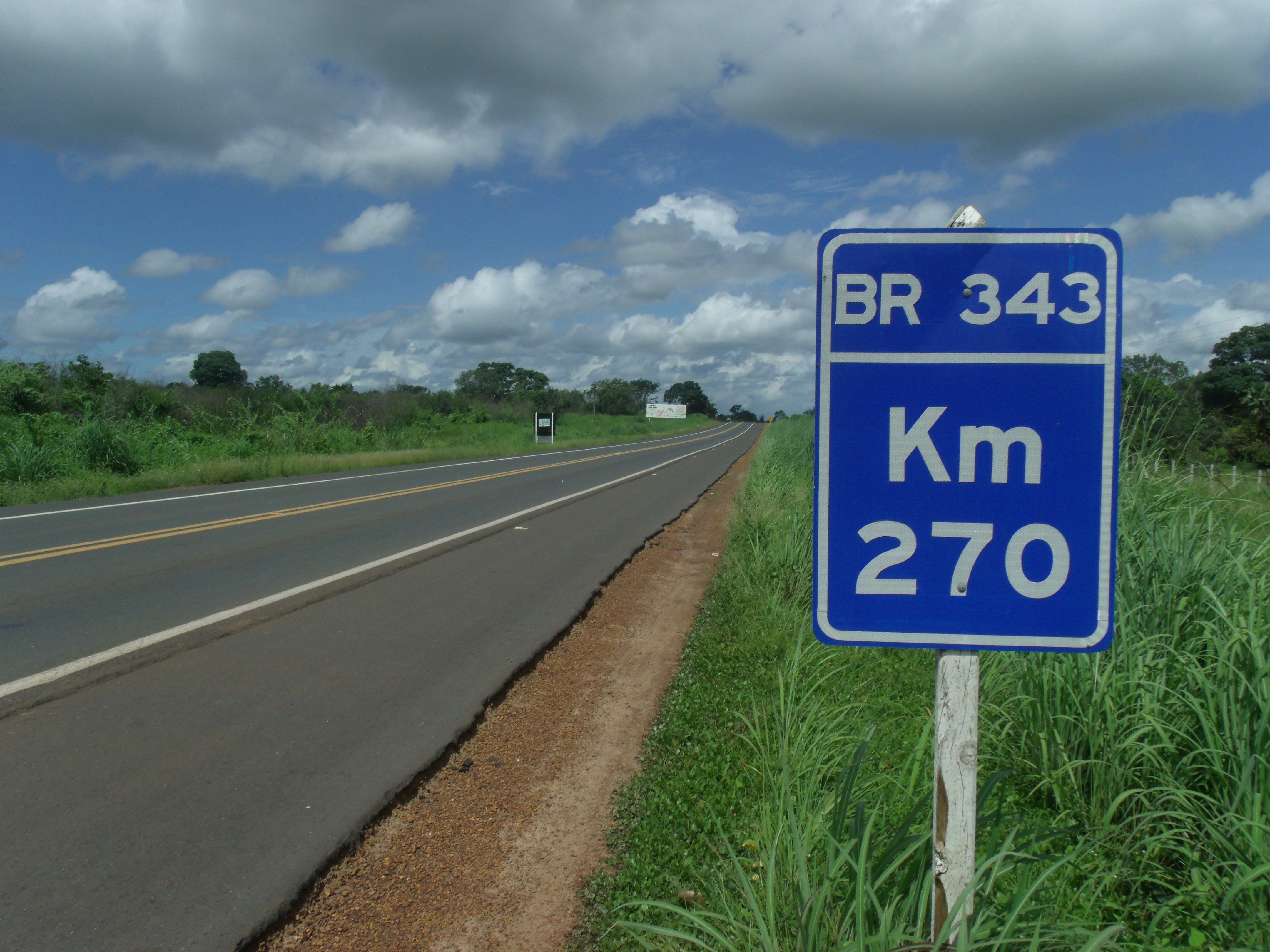
Trecho sentido Teresina.